# Pimorin
Pimorin é uma comuna francesa na região administrativa de Borgonha-Franco-Condado, no departamento de Jura. Estende-se por uma área de 10,29 km². Em 2010 a comuna tinha 207 habitantes (densidade: 20,1 hab./km²).